# Nils Frahm
Nils Frahm (Amburgo, 20 settembre 1982) è un compositore tedesco.
Polistrumentista (o polistrumentale), ha all'attivo composizioni pubblicate con il suo nome e con molti altri noti musicisti come Anne Müller, Ólafur Arnalds e F.S. Blumm e Woodkid.

## Biografia
Frahm venne a contatto con la musica molto presto.
Suo padre, Klaus Frahm, è un noto fotografo che fra l'altro, ideò le copertine per la ECM Records.
Trascorse l'infanzia nei pressi di Amburgo, dove studiò il pianoforte presso Nahum Brodski, studente dell'ultimo alunno di Čajkovskij. 
Grazie a lui Frahm cominciò a immergersi nei vari stili dei pianisti classici.
Rimasto colpito dall'acoustic folk di Peter Broderick, espanse il suo interesse anche ad altri autori contemporanei.
Il suo lavoro d'esordio, datato 2005, s'intitola "Streichelfisch".
In seguito Frahm si trasferisce a Berlino per lavorare come compositore e produttore. All'inizio del 2008 fonda il Durton Studio.
Nel 2009 pubblica un EP dal nome "Wintermusik" per Erased Tapes, seguono successivamente "The Bells" e "Unter/Über".
Nel 2011 pubblica un nuovo lavoro dal titolo "Juno" realizzato con i celebri sintetizzatori Roland Juno 60/106. Sempre nello stesso anno attira l'attenzione della critica l'album "Felt" raggiungendo un posto di rilievo nell'avanguardia musicale e della musica sperimentale. Sempre nel 2011 il musicista tedesco collabora con la violoncellista Anne Muller nel disco "7Fingers".
L'anno seguente Frahm pubblica un nuovo album intitolato "Screws" per Erased Tapes. Come per "Felt" anche questo lavoro pone il pianoforte come protagonista.
Nel 2012 inizia a collaborare con l'artista islandese Ólafur Arnalds, pubblicando album di matrice ambient ed elettronica come "Stare" e "Loon".
Nel 2013 Nils Frahm pubblica il suo nuovo album "Spaces", registrato in più di due anni di spettacoli dal vivo. Uscito per Erased Tapes consacra il compositore tedesco nella scena neoclassica ed elettronica europea. Sempre nel 2013, collabora con il chitarrista F.S. Blumm nel disco "Music for Wobbling - Music versus Gravity".
Nel 2015 istituisce il Piano Day, con l'obiettivo di celebrare il pianoforte nell'ottantottesimo giorno dell'anno con una serie di progetti interattivi dedicati allo strumento in tutto il mondo. Per l'occasione rilascia anche un album in free download intitolato "Solo", registrato con il Klavins m450 (prototipo del pianoforte più alto del mondo) ideato dal costruttore David Klavins. Sempre nello stesso anno pubblica una rielaborazione di "Screws" composto da remix di diversi autori. Inoltre sempre nel 2015 firma la colonna sonora del film "Victoria" di Sebastian Schipper. 
Nel 2016 esce una nuova collaborazione con l'amico Ólafur Arnalds interamente registrato in una sera al Durton Studio di Berlino. Sempre nello stesso anno pubblica "Solo Remains", rielaborazione di "Solo" con l'aggiunta di alcuni brani inediti. Inoltre collabora nuovamente con F.S. Blumm nel disco "Tag Eins Tag Zwei". Sempre nel 2016 collabora con Woodkid nella realizzazione della colonna sonora del cortometraggio "ELLIS" di JR con protagonista Robert De Niro.
Il 28 gennaio 2018 esce a quattro anni di assenza un nuovo album intitolato "All Melody" per Erased Tapes Records. Frahm ha dichiarato di aver passato gli ultimi due anni negli stabilimenti Funkhaus di Berlino per costruire letteralmente un nuovo studio e utilizzarne l'acustica. Il lavoro, acclamato dalla critica, volge verso trame più elettroniche con l'aggiunta di suoni inusuali per il compositore tedesco, come cori, percussioni, violoncelli e organo. Il disco segna la definitiva consacrazione di Frahm come un talento nella avanguardia Europea. "All Melody" è stato presentato con tre concerti sold out consecutivi proprio alla Funkhaus di Berlino, prima di partire per un tour internazionale nei più prestigiosi palchi del mondo.

## Stile musicale
Nils Frahm è noto per il suo approccio non convenzionale al pianoforte, unito ad una consistente sezione elettronica. Spazia da richiami neoclassici passando per elettroacustica ed elettronica. Utilizza inoltre strumenti sia dal vivo che in studio come Armonium, Celesta, Fender Rhodes e sintetizzatori tra cui Roland Juno 60 e 106, Moog Taurus e Prodigy e Oberheim, con l'aiuto di Roland RE-501 Chorus Echo.
Frahm è inoltre noto per le sue tecniche atipiche nella registrazione del piano, come porre il feltro tra martelletti e corde per smorzare il suono, tecnica che ha influenzato notevolmente la produzione pianistica degli ultimi anni.
Ha collaborato inoltre con il costruttore tedesco di pianoforti David Klavins con il proketto Klavins m450 e più recentemente con Una Corda. 

## Lavori da solista
- Streichelfisch (2005, AtelierMusik)
- Electric Piano (2008, AtelierMusik)
- My First EP (2008, AtelierMusik)
- Wintermusik (2009, Erased Tapes, EP)
- The Bells (2009, Kning Disk, LP)
- Unter/Über (2010, Erased Tapes, EP)
- Felt (2011, Erased Tapes)
- Juno (2011, Erased Tapes, EP)
- Screws (2012, Erased Tapes)
- Spaces (2013, Erased Tapes)
- Solo (2015, Erased Tapes)
- Solo Remains (2016, Erased Tapes)
- All Melody (2018, Erased Tapes)
- Encores 1 (2018, Erased Tapes)
- Encores 2 (2019, Erased Tapes)
- Encores 3 (2019, Erased Tapes)
- All Encores (2019, Erased Tapes)
- Tripping with Nils Frahm (2020, Erased Tapes)

- Graz (2021, Erased Tapes Records)
- Old Friends New Friends (2021, Leiter)
- Day (2024, Leiter)

## Collaborazioni
- Dauw (Split) (2009, Dekorder, con Machinefabriek)
- Music for lovers Music versus time (2010, Sonic Pieces, con F.S. Blumm)
- 7Fingers (2010, HUSH, Erased Tapes, con Anne Müller)
- Stare (2012, Erased Tapes, with Ólafur Arnalds)
- Music for wobbling Music versus gravity (2013, Sonic Pieces, con F.S. Blumm)
- Life Story Love And Glory (Erased Tapes, con Ólafur Arnalds)
- Loon (2015, Erased Tapes, con Ólafur Arnalds)
- Collaborative Works (2015, Erased Tapes, con Ólafur Arnalds)
- Trance Frendz (2016, Erased Tapes, con Ólafur Arnalds)
- The Gamble (2016, Durton Studio, con Frederic Gmeiner e Sebastian Singwald)
- Bergschrund (2016, Mass Appeal Records, con DJ Shadow)